# Zsebenciklopédia
A Székely Béla szerkesztésében megjelent Zsebenciklopédia egy 20. századi magyar nyelvű enciklopédia.
Az 1975-ben a Gondolat Kiadó gondozásában Budapesten megjelent mű 1214 oldalon dolgozza fel a tudományok és művészetek összességét. Témakörei a következőkː
- Matematika – A fejezet ismerteti a matematikai jelöléseket, az aritmetika és algebra alapjait, a számfajtákat, a 7 számtani műveletet, a matematikai azonosságokat, a középértékeket, az egyenlet fogalmát, a sorozatokat, a százalékszámítást. Szól a sík- és a térgeometriáról, a trigonometriáról, és koordináta-geometriáról.
- Fizika – A fejezet ismerteti a mechanika, a kinematika, a dinamika alapjait, bemutatja a merev testek sztatikáját, a folyadékok és gázok mechanikáját. A hőtanon belül ismerteti a fizikai hőtant, a termodinamikát, a hangtant, a geometriai- és a fizikai fénytant, a színképeket, a fotometriát, a mágnességtant, az elektrosztatikát, az elektrodinamikát, az elektromágneses rezgéseket és hullámokat, Szól az atomfizikáról, a korpuszkuláris sugárzásokról, az atommag fizikájáról, és a relativitáselméletről.
- Kémia – A fejezet ismerteti a kémia alapfogalmait és alapvető törvényeit, az anyagok felosztásást, az elemeket, az összetett testeket, a természetes alapú és a szintetikus műanyagokat, illetve a kémia használatát a mindennapi életben.
- Biológia – A fejezet ismerteti a biológia fogalmát és részeit, az élőlények felépítését, az élet, az anyagcsere, az ingerlékenység, a mozgásképesség, a növekedés és fejlődés, a szaporodás, a regeneráció, az öröklődés és változékonyság, illetve a halál fogalmát. Áttekinti az ismert növény- és állatvilág rendszerét, és az emberi testet. Röviden ismerteti a baleseti elsősegélyt és a helyes táplálkozást.
- Csillagászat – A fejezet ismerteti az optikai csillagászatot, a rádiócsillagászatot, a mesterséges égitesteket, szól a kozmológia és kozmogónia fogalmáról, adatokat közöl az égitestekről, a Naprendszerről, és a Tejútrendszerről, majd felsorol néhány történelmi adatot az asztronautika múltjából.
- Földrajz – A fejezet ismerteti a Föld fontosabb adatait, a földtörténet fogalmait, és a térképészetet.
- A világgazdaság főbb adatai
- Térképek
- A világ nyelvei – A fejezet ismerteti a világ nyelveit és nyelvcsaládait, valamint írásfajtáit.
- Filozófia – A fejezet ismerteti a filozófiai fogalmait, és történetét.
- Vallás, eretnekmozgalmak, mitológia – A fejezet ismerteti a főbb vallásokat és istenvilágukat, illetve a középkori európai eretnekmozgalmakat.
- Politikai gazdaságtan – A fejezet ismerteti a politikai gazdaságtan alapfogalmait és kialakulásának történetét a polgári, illetve a marxista filozófiában és országokban.
- Irodalom, képzőművészet, zene, színház, film – A fejezet ismerteti a művészeti irányzatokat, általános művészeti, irodalmi, képzőművészeti, zenei, színházi, és filmművészeti fogalmakat, a klasszikus hangszerek felosztását.
- Sport – A fejezet ismerteti a sportágakat, a sport és az olimpiák történelmét, eseményeit.
- A magyar történelem időrendi táblázata
- Néhány adat Magyarországról
- A világtörténelem időrendi táblázata
- Kiegészítések a történeti ábrákhoz – A fejezet listákat tartalmaz a nemzetközi munkásmozgalommal és magyar munkásmozgalommal kapcsolat, felsorolja több ország uralkodóit, államfőit, és kormányfőit, ismerteti az Egyesült Nemzetek Szervezetét, több nemzetközi politikai és katonai, illetve gazdasági szervezetet.